# Alexi Amarista
Alexi Jose Amarista Azocar (né le 6 avril 1989 à Barcelona, Anzoátegui, Venezuela) est un joueur d'utilité de la Ligue majeure de baseball.

## Carrière

### Angels de Los Angeles

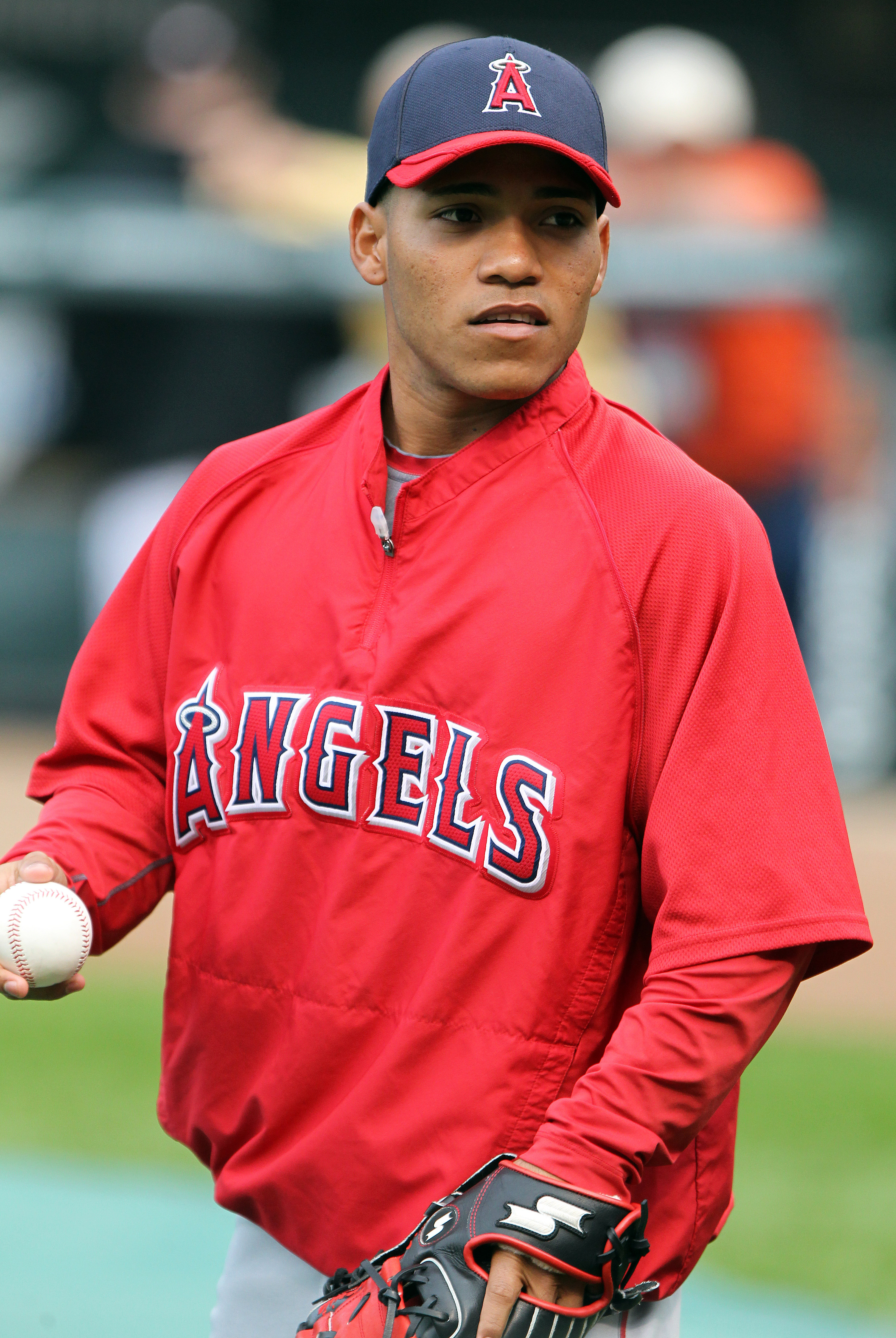
Amarista en 2011 avec les Angels.

Alexi Amarista commence sa carrière en ligues mineures dans l'organisation des Angels de Los Angeles d'Anaheim en 2007 après avoir signé en janvier son premier contrat professionnel. Il gradue les échelons pour atteindre le niveau AAA en 2010. Après un départ canon chez les Bees de Salt Lake de la Ligue de la côte du Pacifique, où il frappe pour,455 de moyenne au bâton et,673 de moyenne de puissance après 14 parties jouées en 2011, il obtient un premier rappel des Angels le 25 avril.
Amarista fait ses débuts dans les majeures peu après son 22e anniversaire de naissance, le 26 avril 2011 avec les Angels. Inséré au deuxième but dans la formation de l'équipe d'Anaheim, il cogne un double bon pour deux points produits contre le lanceur des Athletics d'Oakland Brandon McCarthy à sa toute première présence au bâton. Il ajoute un troisième point produit plus tard dans ce premier match avec un ballon-sacrifice.

### Padres de San Diego
Le 3 mai 2012, les Angels échangent Amarista et le lanceur droitier des ligues mineures Donn Roach aux Padres de San Diego en retour du lanceur droitier Ernesto Frieri.

### Défensive
Joueur de deuxième but dans les ligues mineures, Amarista s'impose comme joueur d'utilité dans les majeures : avec San Diego, il joue au deuxième coussin et au champ extérieur en 2012, principalement au champ centre en 2013, puis dispute la majorité de ses matchs (73) à l'arrêt-court en 2014 en plus de s'aligner au deuxième but, au troisième but et au champ extérieur pour une vingtaine de matchs dans chaque cas.